# 噴煙

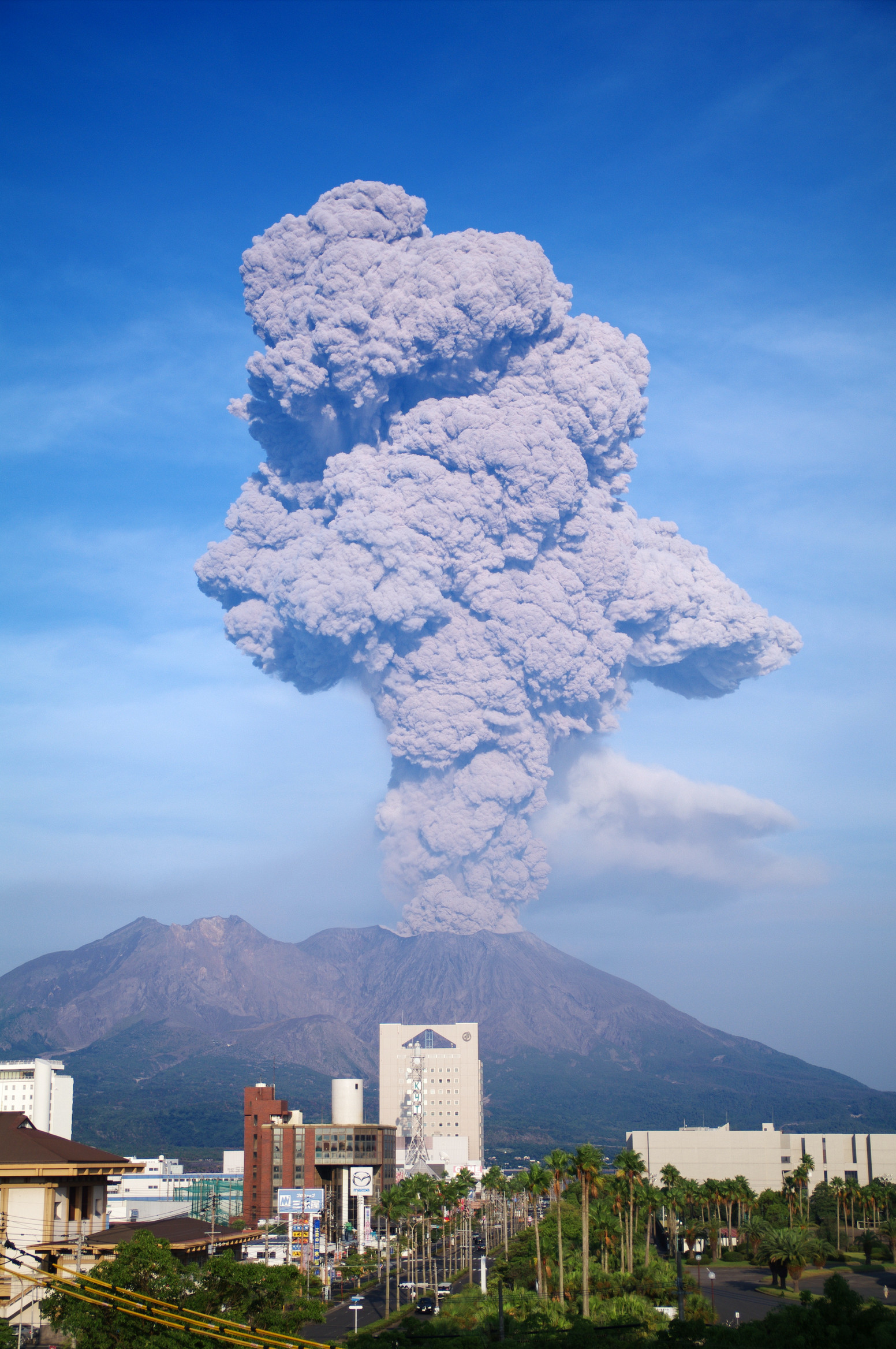
桜島南岳噴火時の噴煙（2009年）

噴煙（ふんえん）とは、火山噴出物と、空気や水蒸気の混合物のことである。
平常の時期は白色で主に水蒸気から構成されるが、噴火の発生時期は灰色から黒色であり、火山灰の混じる割合が増えるほど色は黒くなる。なお、平常の時期のものは白色噴煙（）、噴火の発生時期のものは有色噴煙（）とそれぞれ呼称される。

## 噴出のメカニズム
火山内にてマグマが上昇した結果、圧力低下によって溶けきれなくなった火山ガスが膨張し、火口から噴出するようになる。噴出後は上昇を続けるが、その際には慣性のほか、自身の熱によって大気中の空気を加熱させ、浮力を得ている。ブルカノ式噴火の場合は噴煙が高度数キロメートルまで、プリニー式噴火の場合は高度数十キロメートルまで上昇することがある。
なお、高度が上昇するにつれ、噴煙の上昇速度や密度は小さくなっていく。最高到達高度に達した噴煙は、水平方向に広がっていく。

## 影響

### 気候への影響
噴煙が成層圏に達した場合、噴煙がエアロゾルとなることによって地表への日射量が減少するため、気候に影響を与える。例えば、天明の飢饉は1783年に浅間山など世界各地で発生した噴火の影響を受けているとされる。

### 航空機の運航への影響
噴煙中の火山灰は航空機のエンジンを停止させるおそれがあるため、航空機の運航に影響を与える。